# Йохан II фон Цимерн
Йохан II фон Цимерн „Стари“ (на немски: Johann II von Zimmer; Johannes der Ältere; * 1354; † 21 януари 1441, Зедорф) е фрайхер на Цимерн.

## Биография
Той е син на рицар граф Вернер V фон Цимерн († 1384) и втората му съпруга Бригита фон Гунделфинген († 1400/1404), дъщеря на Дегенхарт фон Гунделфинген († 1351/1352) и Анна фон Кирхберг († 1374/1394). Внук е на граф Валтер IV фон Цимерн († 1290) и Анна фон Фалкенщайн. Сестра му Анна фон Цимерн († 1388) е омъжена пр. 1372 г. за Улрих II фон Шварценберг († 1406/1411).
Йохан фон Цимерн построява ок. 1400 г. стария дворец в Мескирх.

## Фамилия
Йохан II фон Цимерн се жени за Кунигунда фон Верденберг († 5 февруари 1431), дъщеря на граф Йохан I фон Верденберг-Сарганс († 1400) и Анна фон Рецюнс († сл. 1392). Те имат две деца:
- Йохан III фон Цимерн 'Млади' († 21 януари 1430), господар фон Цимерн, женен 1418 г. за Вероника фон Валдбург († ок. 1443)
- Анна фон Цимерн († 1 март 1445), омъжена на 16 ноември 1402 г. за граф Еберхард II фон Верденберг-Зарганс († 26 август 1416)